# 自由好
自由好（Thumbs Up）是紐西蘭及香港的純種競賽馬匹。

## 競賽生涯

### 紐西蘭
在紐西蘭自由好取得3場勝利，另外亦在一場三級賽上名，當時牠擅於後上跑法。在第一場處女馬賽事中，自由好以冷門姿態中勝出。在第二場配見習騎師下，跑第四而敗，之後增程1600米。2008年1月25日前轉倉至列卓奇，勝出1600米賽事後首次挑戰分級賽冠軍錦標，雖然無功而還，之後再次嘗試多一次較長距離的2100米比賽，結果輕鬆勝出。在紐西蘭最後一場比賽是三級賽馬拉杜華經典賽，結果奪得季軍，之後以自購馬身份運往香港比賽。

### 香港

#### 2008-09年馬季
在香港，首場比賽已經安排出戰1600米賽事，是第二班會員盃，結果以半冷姿態成為入位。然後在一班賽事樂聲盃中取得在香港的處子勝利。之後在香港國際賽事賽馬日出戰一班1600米賽事，但是受到困阻，無法後上，只得第七。相隔一個月出戰香港經典一哩賽，比賽在中後位置，而且馬匹密集，幸而在直路上找位，並與後上的再豐裕交鋒，在最後以頸位擊敗對手，沈集成繼燦惑後，再次贏得此項賽事冠軍 。之後參與香港打吡預賽，但表現一般，牠在直路上未能展開衝刺，僅僅與前列馬拉近距離，最終只得第六。
接著下來3月22日角逐香港打吡大賽，自由好為次熱門，在該賽事比賽步速甚慢，自由好一路跟隨領放馬，並在直路展開衝刺，雖然不敵大熱門閒話一句，但仍能帶離季軍好先生接近三個馬位奪亞。
4月26日參戰愛彼錶女皇盃，比賽留守中後方，直路上徐徐後上，在最後過終點前反應最佳，成功迫近亞軍爆冷跑第三。5月31日出戰香港冠軍暨遮打盃，由柏寶策騎，比賽到直路階段率先帶出，首先受到閒話一句挑戰，閒話一句在最後200米力弱，由另一匹約翰摩亞訓練的爆冷挑戰牠，最後100米在內欄位置超越自由好，在僅敗之下奪得亞軍。

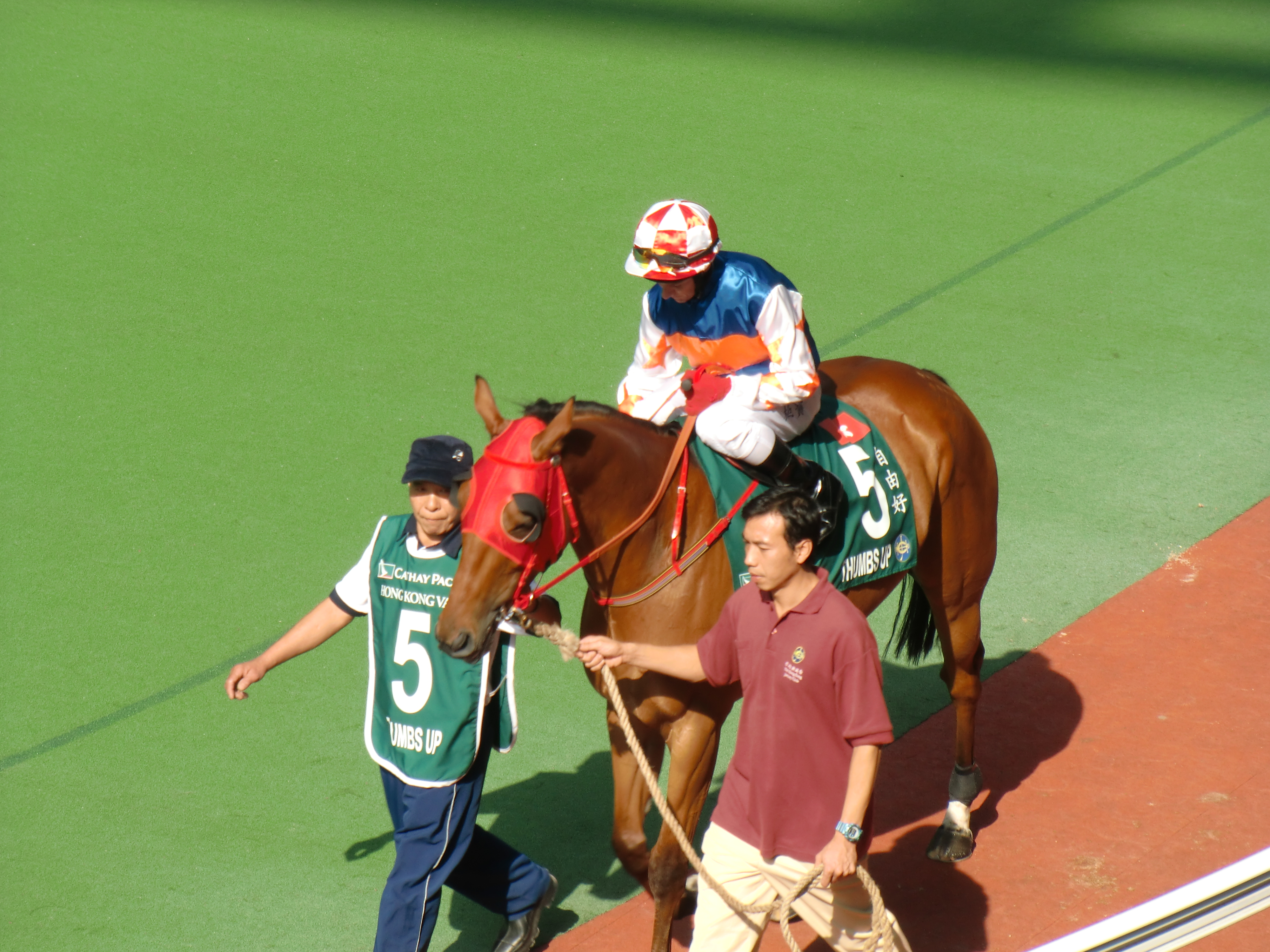
自由好出戰香港瓶。

#### 2009-10年馬季
季前沈集成表示以香港瓶為目標。自由好第一場賽事是10月25日舉行的沙田錦標，最終力壓爆冷及閒話一句保住一席季軍。接著出戰香港盃預賽，起步後居後，直路上上前，與好先生爭持，但最後略為乏力，不敵後上的首飾奇寶及好先生取得第四。
自由好其後出戰香港瓶，並首次佩配眼罩上陣，在比賽中一直留後，並在直路拉近前馬的距離，但反應一般，只得第七名。其後角逐三冠賽事第一關董事盃，由於返回一哩而被忽視，馬匹在直路衝勁，差點就可以追過友誼至上取勝。
相隔4星期後參戰香港金盃，由蘇銘倫策騎，成為了熱門分子，賽事中一直跟在爆冷鄰近，轉直路順利望空，可是被後上馬閒話一句影響了步速，再加速時已無法超越對手，最後僅僅超越好先生跑亞軍。賽後決定提出研訊，競賽小組考慮到兩馬的勝負後，駁回蘇銘倫的上訴。
其後決定角逐路程較短的冠軍一哩賽，放棄角逐愛彼錶女皇盃，原先由范義龍策騎，其後因范義龍受傷改為莫雅，但馬匹未能發揮，結果只得第九，賽後莫雅認為馬匹角逐路程嫌短。在5月馬主決定將馬匹轉倉至方嘉柏馬房，放棄角逐香港冠軍暨遮打盃，在6月16日舉行的精英盃被看淡下後上追回一席第三。

#### 2010-11年馬季
自由好終於在沙田錦標勝出轉倉以來的第一場賽事。在最後階段力追一度帶出的步步穩，自1年多香港經典一哩賽以來的首次勝出賽事。接著在馬會一哩錦標中僅僅追不及步步穩跑第二。接著在香港一哩錦標中視為熱門之後，馬匹留守中間，在直路上受慢步速影響，加速一般，以第六名完成賽事。自由好原定角逐2011年1月30日舉行的董事盃，在賽前一天發現右後蹄不良於行，退出賽事。接著角逐4月3日舉行的主席錦標，最終階段接近收步的勁飛寶跑第二而回。在冠軍一哩賽中嚴重蝕位，只能以第十名完成。接著仍參與安田紀念賽，首次遠征留得太後，只能以第十一名完成。

#### 2011-12馬季

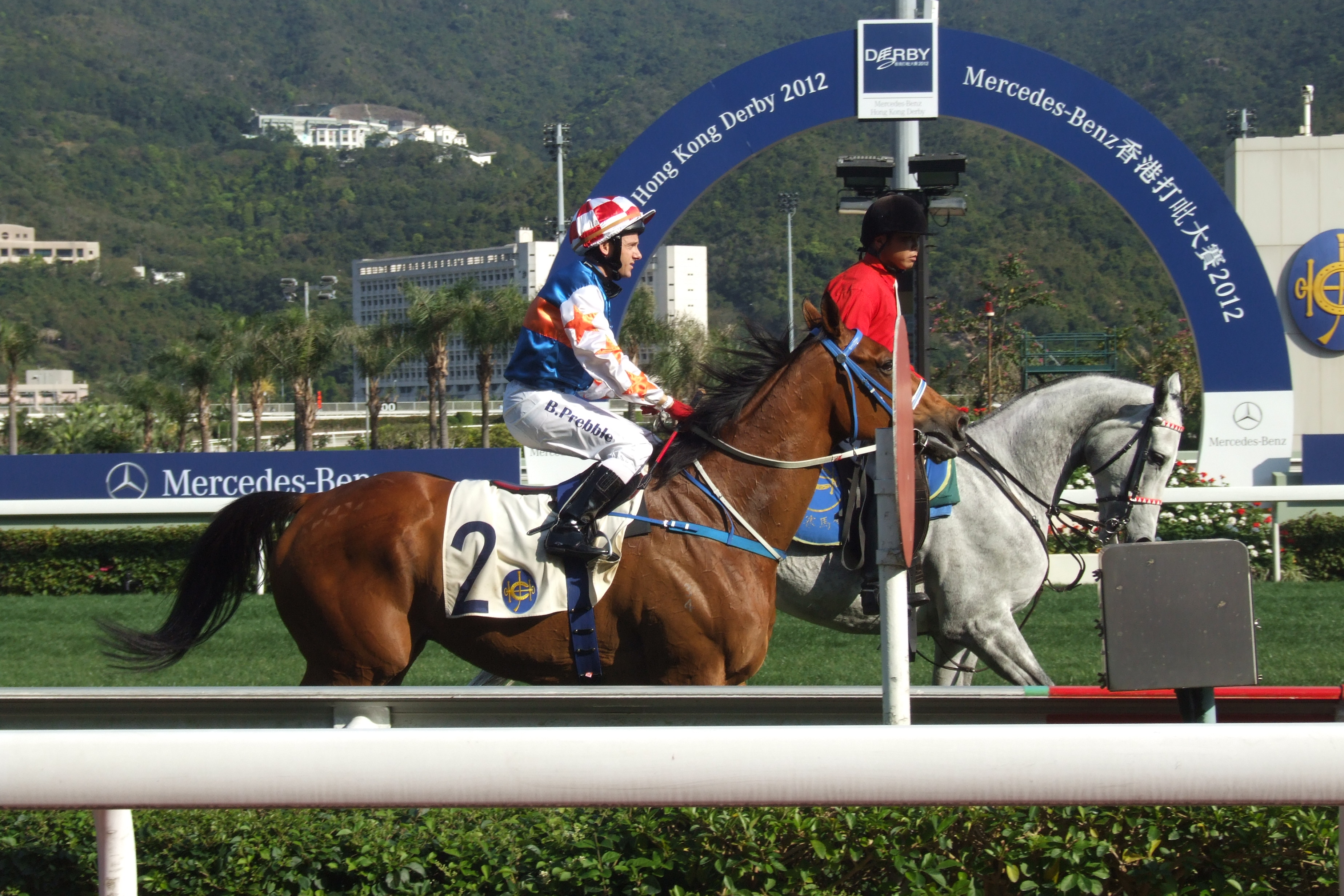
自由好勝出2012年精英碟。

在11月20日的馬會盃，自由好發揮強橫的後勁，由包尾反勝對手，但是由於阻礙了加州萬里的跑線關係，柏寶被罰兩天停賽。在馬會盃取勝後，方嘉柏決定棄香港盃戰香港瓶，由於香港瓶一向是香港代表的弱項，馬匹並未看好，不過馬匹穩守中段，轉直路前已經發力，並且在終點前取得領先優勢，可惜由於跟隨其後的多利得望空發力，超越了自由好，結果以不到一個馬位屈居亞軍。
2012年1月29日出戰董事盃，在臨場獲得起票支持下以第四名完成。在香港金盃配上巫斯義，但後上反應一般只得第五。其後出戰難度較低的精英碟，在負133磅重磅下，仍能發揮後勁帶離對手輕勝，季內兩度攻下分級賽。4月29日角逐愛彼錶女皇盃，直路由尾追上，終點前趕及追過甜橙跑第二，以3個多馬位負於冠軍統治地位。5月20日在新加坡角逐新加坡航空國際盃，雖然馬匹及早在直路望空，但後上反應平平，以第九名完成。

#### 2012-2013馬季
2012年9月10日，由於該駒被獸醫發現左前腿懸韌帶內側分支受傷（已於2013年1月11日通過獸醫檢驗），以致自由好於該季較遲復出，在3月17日角逐女皇銀禧紀念盃，並首次由郭立基執韁，雖然該駒沿途留後，但憑著餘下拼勁取得第五名。在往後的主席錦標、愛彼女皇盃、香港冠軍暨遮打盃當中，該駒和之前一次出戰女皇銀禧紀念盃一樣，採用沿途留後跑法，但表現平平，皆以第七、第八名過終點。2013年5月29日，自由好正式退役。

## 詳細賽績
| 日期       | 馬場     | 距離   | 級別 | 賽事名稱          | 負重   | 騎師   | 名次／出馬 | 時間    | 頭馬距離 | 頭馬（二馬）             |
| ---------- | -------- | ------ | ---- | ----------------- | ------ | ------ | ---------- | ------- | -------- | ------------------------ |
| 31/10/2007 | 雅旺弟   | 草1200 |      | 3歲及以上處女馬賽 | 55.5   | 普萊西 | 1/13       | 1:09.97 | 1.3      | （Avancer） 現稱色彩傳奇 |
| 12/12/2007 | 愛沙妮   | 草1400 |      | 70分以上讓磅賽    | 54     | 麥道朗 | 4/11       | 1:25.09 | 1.9      | Bella Valenina           |
| 26/12/2007 | 愛沙妮   | 草1600 |      | 70分以上讓磅賽    | 57     | 普萊西 | 8/14       | 1:36.89 | 3.5      | Butwaittheresmore        |
| 25/1/2008  | 希士庭   | 草1600 |      | 70分以上讓磅賽    | 56.5   | 田仕萊 | 1/11       | 1:36.90 | 0.8      | （Mitzi）                |
| 18/2/2008  | 愛沙妮   | 草2100 | G2   | 冠軍錦標          | 56     | 田仕萊 | 5/15       | 2:11.59 | 6        | 紅霸王                   |
| 1/3/2008   | 愛沙妮   | 草2100 |      | 80分以上讓磅賽    | 55     | 嚴禮善 | 1/10       | 2:17.56 | 2.5      | （Wida's Dream）         |
| 15/3/2008  | 湛頓     | 草2500 | L    | 紐西蘭聖列治錦標  | 52     | 嚴禮善 | 5/15       | 2:35.61 | 2.5      | Katy Keen                |
| 29/3/2008  | 雅華般尼 | 草2000 | G3   | 馬拉杜華經典賽    | 56     | 嚴禮善 | 3/16       | 2:04.00 | 1.8      | Valpollcella             |
| 2/11/2008  | 沙田     | 草1600 |      | 會員盃（2班）     | 123    | 普萊西 | 3/14       | 1:35.65 | 1-1/4    | 花好月圓                 |
| 16/11/2008 | 沙田     | 草1600 |      | 樂聲盃（1班）     | 116    | 普萊西 | 1/14       | 1:34.16 | 1-1/2    | （君皇鷹）               |
| 14/12/2008 | 沙田     | 草1600 |      | 第一班讓賽        | 124    | 潘頓   | 7/14       | 1:34.68 | 2-3/4    | 開心多多                 |
| 18/1/2009  | 沙田     | 草1600 | HKG1 | 香港經典一哩賽    | 126    | 蘇銘倫 | 1/14       | 1:35.65 | 短馬頭   | （再豐裕）               |
| 15/2/2009  | 沙田     | 草1800 | HKG2 | 香港打吡預賽      | 126    | 蘇銘倫 | 6/14       | 1:49.34 | 2-1/2    | 首飾奇寶                 |
| 22/3/2009  | 沙田     | 草2000 | HKG1 | 香港打呲大賽      | 126    | 蘇銘倫 | 2/14       | 2:02.72 | 1-1/2    | 閒話一句                 |
| 26/4/2009  | 沙田     | 草2000 | G1   | 愛彼錶女皇盃      | 126    | 蘇銘倫 | 3/10       | 2:03.17 | 1-1/4    | 百威勝                   |
| 31/5/2009  | 沙田     | 草2400 | HKG1 | 香港冠軍暨遮打盃  | 126    | 柏寶   | 2/8        | 2:27.38 | 頸位     | 爆冷                     |
| 25/10/2009 | 沙田     | 草1600 | HKG3 | 沙田錦標          | 126    | 柏寶   | 3/14       | 1:34.89 | 1-1/2    | 包裝大師                 |
| 15/11/2009 | 沙田     | 草2000 | HKG2 | 香港盃預賽        | 128    | 柏寶   | 4/14       | 2:04.20 | 2-1/4    | 閒話一句                 |
| 13/12/2009 | 沙田     | 草2400 | G1   | 香港瓶            | 126    | 柏寶   | 7/13       | 2:28.00 | 3        | 大利來                   |
| 31/1/2010  | 沙田     | 草1600 | HKG1 | 董事盃            | 126    | 都爾   | 2/12       | 1:34.00 | 頭位     | 友誼至上                 |
| 28/2/2010  | 沙田     | 草2000 | HKG1 | 香港金盃          | 126    | 蘇銘倫 | 2/11       | 2:01.85 | 1-3/4    | 閒話一句                 |
| 26/4/2010  | 沙田     | 草1600 | G1   | 冠軍一哩賽        | 126    | 莫雅   | 9/12       | 1:34.40 | 4-3/4    | 步步穩                   |
| 16/6/2010  | 沙田     | 草1400 | HKG3 | 精英盃            | 127    | 都爾   | 3/14       | 1:22.14 | 2-1/2    | 步步穩                   |
| 24/10/2010 | 沙田     | 草1600 | HKG3 | 沙田錦標          | 126    | 都爾   | 1/14       | 1:33.56 | 3/4      | （步步穩）               |
| 21/11/2010 | 沙田     | 草1600 | G2   | 馬會一哩錦標      | 123    | 都爾   | 2/12       | 1:33.49 | 3/4      | 步步穩                   |
| 12/12/2010 | 沙田     | 草1600 | G1   | 香港一哩錦標      | 126    | 都爾   | 6/13       | 1:35.15 | 2-1/4    | 締造美麗                 |
| 3/4/2011   | 沙田     | 草1600 | HKG2 | 主席錦標          | 123    | 柏寶   | 2/12       | 1:34.64 | 3/4      | 勁飛寶                   |
| 25/4/2011  | 沙田     | 草1600 | G1   | 冠軍一哩賽        | 126    | 馬偉昌 | 10/14      | 1:35.65 | 4        | 軍事攻略                 |
| 5/6/2011   | 東京     | 草1600 | G1   | 安田紀念賽        | 57公斤 | 柏寶   | 11/18      | 1:32.7  |          | 實際影響                 |
| 30/10/2011 | 沙田     | 草1600 | HKG2 | 沙田錦標          | 129    | 都爾   | 3/14       | 1:34.81 | 頸位     | 加州萬里                 |
| 20/11/2011 | 沙田     | 草2000 | G2   | 馬會盃            | 123    | 柏寶   | 1/12       | 2:01.61 | 頸位     | （滿綵）                 |
| 11/12/2011 | 沙田     | 草2400 | G1   | 香港瓶            | 126    | 柏寶   | 2/13       | 2:27.63 | 3/4      | 多利得                   |
| 29/1/2012  | 沙田     | 草1600 | HKG1 | 董事盃            | 126    | 柏寶   | 4/14       | 1:35.28 | 2-1/4    | 雄心威龍                 |
| 26/2/2012  | 沙田     | 草2000 | HKG1 | 香港金盃          | 126    | 巫斯義 | 5/10       | 2:03.35 | 3        | 雄心威龍                 |
| 18/3/2012  | 沙田     | 草1800 | HKG3 | 精英碟            | 133    | 柏寶   | 1/12       | 1:47.43 | 1-1/2    | （較量）                 |
| 29/4/2012  | 沙田     | 草2000 | G1   | 愛彼錶女皇盃      | 126    | 柏寶   | 2/13       | 2:02.98 | 3-3/4    | 統治地位                 |
| 22/5/2012  | 克蘭芝   | 草2000 | G1   | 新加坡航空國際盃  | 126    | 柏寶   | 9/11       | 2:05.77 | 8-1/4    | 鬥牛城                   |
| 17/3/2013  | 沙田     | 草1400 | HKG3 | 女皇銀禧紀念盃    | 126    | 郭立基 | 5/9        | 1:21.77 | 5-1/2    | 雄心威龍                 |
| 7/4/2013   | 沙田     | 草1600 | HKG2 | 主席錦標          | 123    | 郭立基 | 8/10       | 1:35.21 | 4-1/2    | 包裝博士                 |
| 28/4/2013  | 沙田     | 草2000 | G1   | 愛彼女皇盃        | 126    | 柏寶   | 7/14       | 2:02.74 | 3-3/4    | 軍事出擊                 |
| 26/5/2013  | 沙田     | 草2400 | HKG1 | 香港冠軍暨遮打盃  | 126    | 柏寶   | 7/10       | 2:27.59 | 7        | 加州萬里                 |

- 在紐西蘭及日本賽事官方負重單位是公斤。

## 血統背景
父系新光王是愛爾蘭出生在日本作賽的馬匹，競賽生涯表現穩定，並贏出一級賽高松宮紀念賽，退役後在日本及紐西蘭配種，之後在日本配種成績平平，正式運到南半球，在澳紐配種取得相當成功，子嗣贏出賽事由短途至大長途均有。母系是Regelle，出自Explodig Prospect，出戰36場勝出4場賽事。

## 外部連結
- 香港賽馬會 （页面存档备份，存于）
- 血統表 （页面存档备份，存于）